# لوییس موسری
لوییس موسری (اسپانیایی: Luis Musrri‎؛ زادهٔ ۲۴ دسامبر ۱۹۶۹) یک بازیکن فوتبال اهل شیلی است.

## تیم ملی
وی همچنین در تیم ملی فوتبال شیلی بازی کرده است.